# Radio Nacional Río Grande
Radio Nacional Río Grande es una radio argentina que transmite en 640 kHz por AM, y 88.1 MHz por FM (LRA324), desde la ciudad de Río Grande, Provincia de Tierra del Fuego, Antártida e Islas del Atlántico Sur.
La estación inició sus transmisiones regulares el 28 de abril de 1973 en AM y en 1980 en FM. Actualmente, a través del AM 640 kHz, tiene una cobertura que comprende el Departamento Río Grande y las Islas Malvinas (territorio británico de ultramar en disputa con Argentina).
La emisora AM de la radio retransmite toda la programación de Radio Nacional Buenos Aires (cabecera de Radio Nacional Argentina), mientras la estación FM reemite parte de la programación de la cabecera, junto con programación local.
Radio Nacional Río Grande fue creada para cubrir las comunicaciones del sur argentino e instalar una identidad de nacionalidad, ya que el espacio de Tierra del Fuego registraba la presencia de muchas radios chilenas muy potentes, además de que el Conflicto del Beagle se estaba desarrollando en la época cuando se inauguró la emisora. En Río Grande, en ese momento solo existía la radio salesiana que tuvo que cerrar ante la potencia de 125 kW de LRA 24.

## Boletín en inglés para las Malvinas
Desde julio de 2013, la estación emite un boletín informativo diario (lunes a viernes después de la medianoche) en idioma inglés destinado a los habitantes británicos de las Islas Malvinas, llamado Argentine News Bulletin y Encuentro Malvinas, aprovechando que la cobertura de la emisora llega al archipiélago por la potencia de 25 kW. El micro es preparado en Buenos Aires, a través de los locutores y equipo de la programación en inglés de la Radiodifusión Argentina al Exterior y editado en Río Grande.
Cuenta con noticias sobre Argentina y noticias de Tierra del Fuego, estas últimas brindadas por aporte de excombatientes de la guerra de las Malvinas que contrataron una locutora que habla inglés británico. La radio declaró que espera respuestas de malvinenses o latinoamericanos que viven allí. La idea estaba en preparación desde 2009.
A principios de diciembre de 2015, el boletín recibió un premio Construyendo ciudadanía de la Autoridad Federal de Servicios de Comunicación Audiovisual (AFSCA) por «su aporte a consolidar la soberanía sobre las Islas Malvinas».